# Pyralidae
Pyralidés
Famille
Les Pyralidae ou Pyralidés sont une famille d’insectes de l'ordre des lépidoptères (papillons) et de la super-famille des Pyraloidea. 
Elle comprend environ 1 000 genres et 6 000 espèces, qui sont souvent désignées par le nom vernaculaire de « pyrales » (nom qui est aussi utilisé pour la famille voisine des Crambidae).

## Classification
La famille des Pyralidae a été décrite en 1809 par l'entomologiste français Pierre-André Latreille.
Son genre type est Pyralis Linnaeus, 1758. 
Un certain nombre de genres anciennement placés dans les Pyralidae font maintenant partie de la famille des Crambidae.

## Liste dessous-familles
- Chrysauginae
- Epipaschiinae
- Galleriinae
- Phycitinae
- Pyralinae

## Quelques espèces

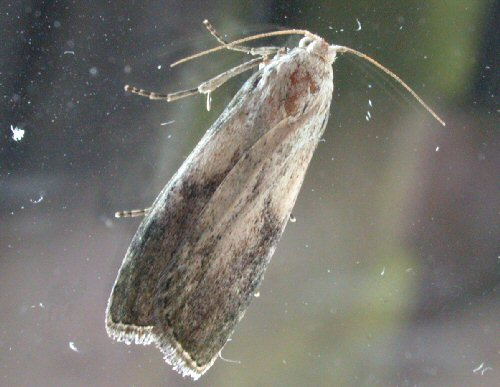
Aphomia sociella
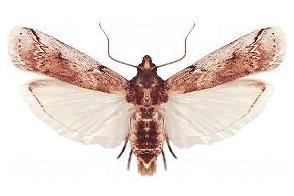
Cactoblastis cactorum
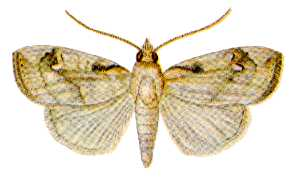
Crocidolomia pavonana
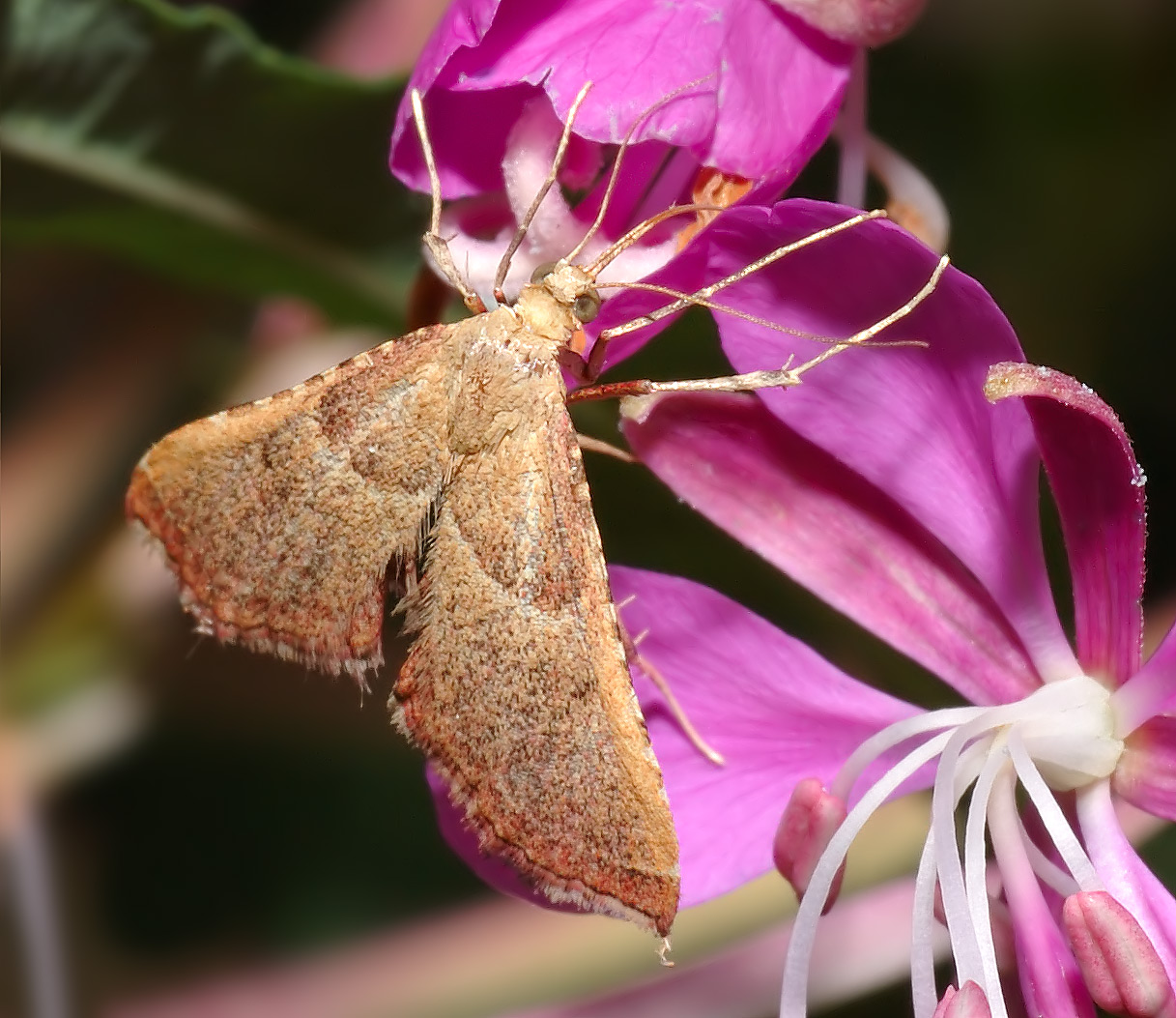
Endotricha flammealis
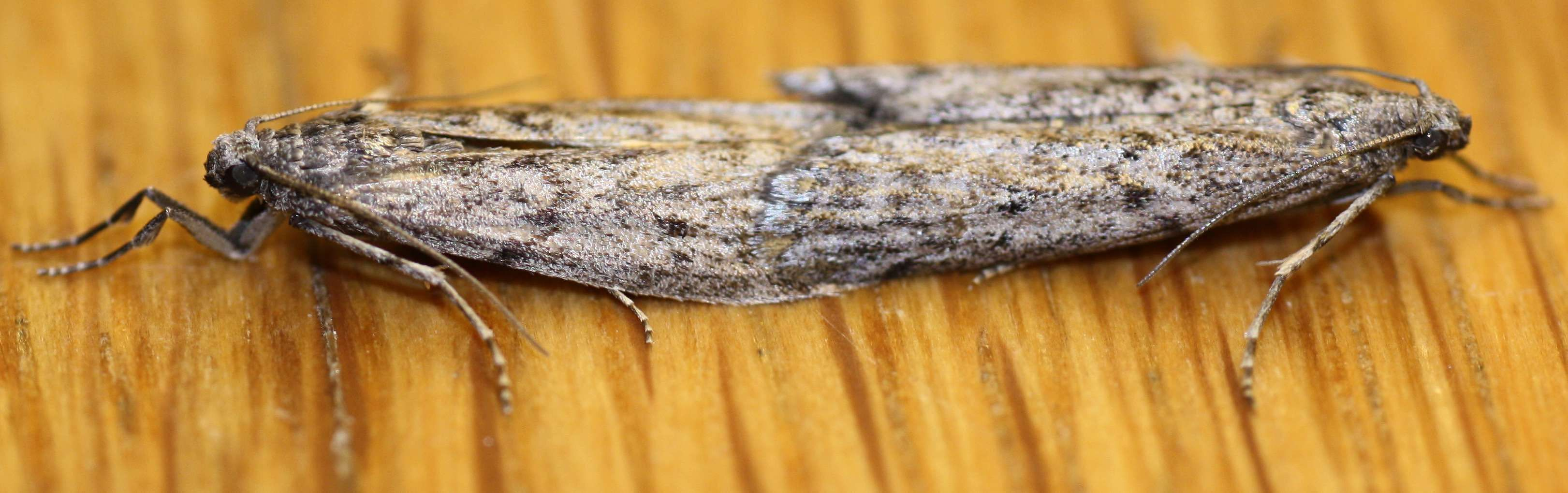
Ephestia kuehniella
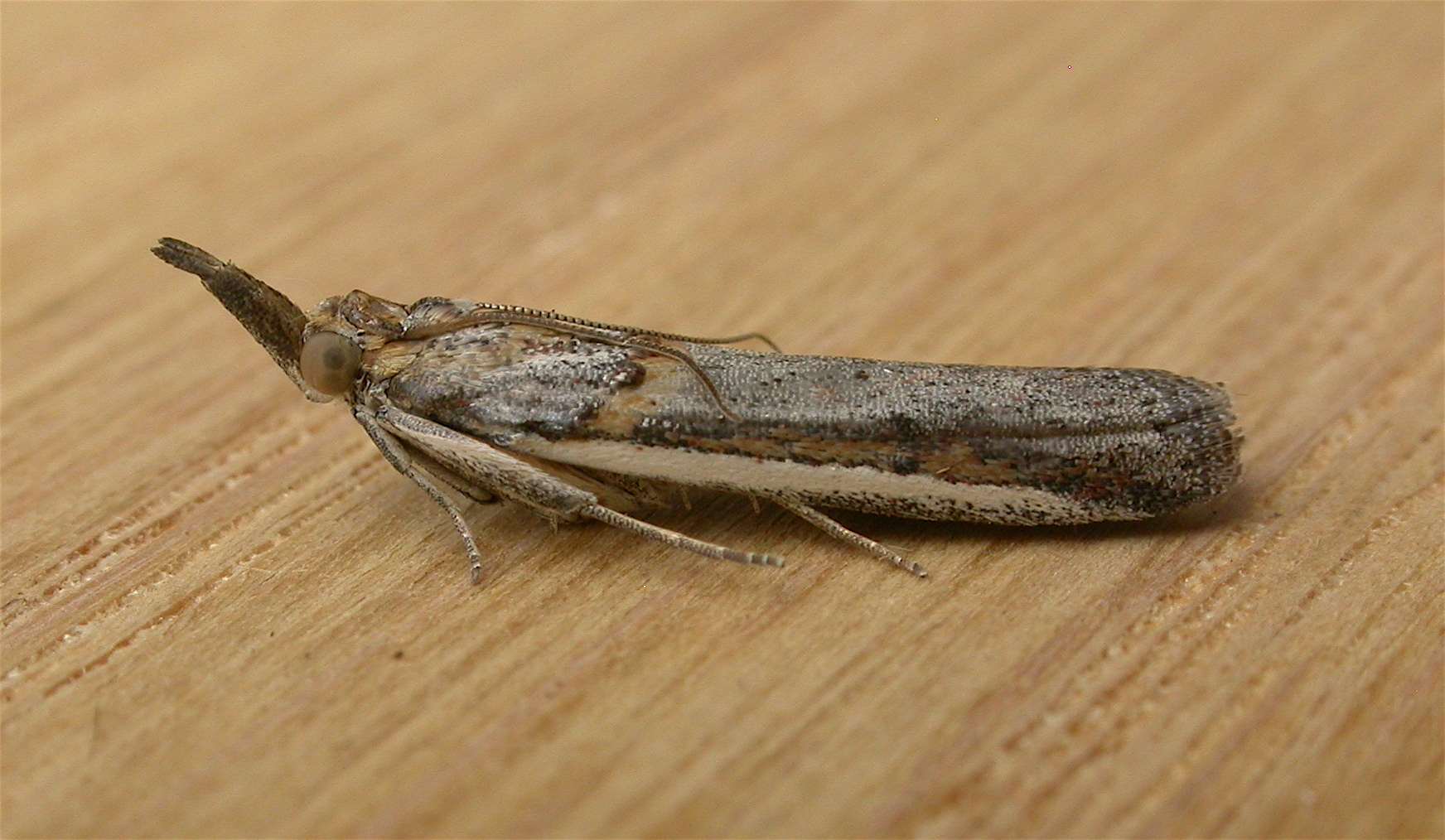
Etiella behrii
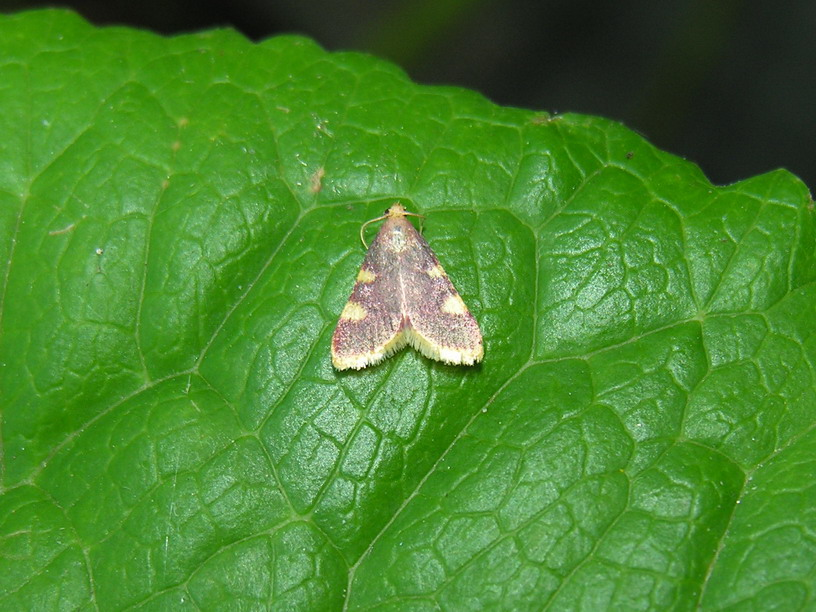
Hypsopygia costalis
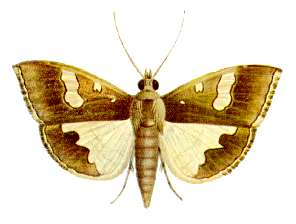
Maruca vitrata
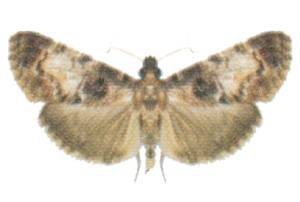
Salma marmorea
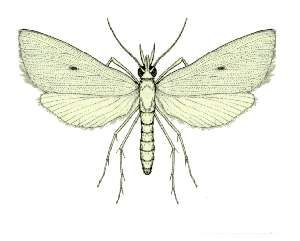
Scirpophaga innotata
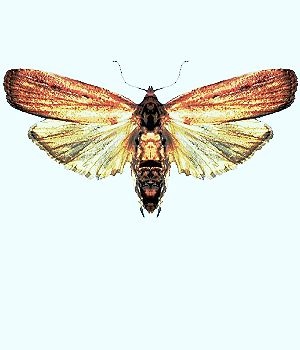
Tirathaba rufivena